# ヒフミヨイ
ヒフミヨイ（6月19日 - ）は、日本の漫画家、イラストレーター、デザイナー。代表作は『ゆる仏道』。

## 来歴
早稲田大学文学部表現芸術学科を専攻する。大学時代に「絵を描きたい」と考えていたため、大学進学後に短期スクールや専門学校へ通い、漫画についてはKADOKAWAが主催する「コミックエッセイの描き方講座」を受講し、学ぶ。デザイン会社へ入社し、デザイン業務を行いつつ、日本画などを勉強。デザインやイラストの作成を行った後、2013年11月よりフリーランスになった。
上野の森美術館「アトリエ展」アトリエ賞、「2014年 東急ハンズオリジナル年賀状デザインコンペ」大賞を受賞。
コミックエッセイを漫画のコンペに応募したところ落選したが、それをpixivへ投稿したことを機に、イーストプレスから『ゆる仏道』を書籍化。書籍化の話が持ちかけられた後、ヒフミヨイの妊娠と出産のため、育休取得と体調を考慮しつつ作業を行ったこともあり、納品まで2年かかっている。同作の執筆の後は子育て漫画の制作をしているが、ヒフミヨイによると、漫画よりイラストやデザインの仕事の方が割合が多い。

## 人物
名前の由来は「ひーふーみーよーいつ」の数え歌。
漫画が好きで好きな作品が多いが、こやまこいこの『次女ちゃん』を特に好み、同作の「ユーモア」や「登場人物の切り返し」の面白さ、「ほっこりしたストーリー運び」について尊敬している。読むと情熱が湧く作品は、かっぴーとnifuniの『左ききのエレン』。出水ぽすかについては画力がすごいと話し、画集を所持するほどのファンである。

### 漫画制作
「荒れた心にもそっと花の咲くような作品を目差して」執筆している。作業はデジタルで、パソコンと液晶タブレットを使用して制作されている。デザイン会社のころから使用しているPhotoshopをメインに使用し、漫画のコマと絵を描き、CLIP STUDIO PAINTで効果やトーンを入れている。

## 作品リスト
- 『ゆる仏道』イースト・プレス〈コミックエッセイの森〉、2019年4月7日発売、ISBN 978-4-7816-1768-8（『マトグロッソ』2019年1月10日[3] - 連載）
- 『マンガで楽しむ シリウス旅行記』著：松久正、ジュリアンパブリッシング〈コミックトト〉、2020年12月25日発売、電子書籍 - 漫画担当[5]。